# Клод Нурідсані
Клод Нурідсані́ (фр. Claude Nuridsany; нар. 1946, Париж, Франція) — французький кінорежисер-документаліст. Лауреат французької національної кінопремії «Сезар» за найкращу операторську роботу у фільму «Мікрокосмос» .

## Біографія
Клод Нурідсані вивчав біологію в університеті Пєра і Марії Кюрі. Він також є фотографом, журналістом і письменником. З 1992 року присвячує себе кінематографу.
У 1996 році дебютував як режисер і сценарист, поставивши у співавторстві з Марі Перенну документальний фільм «Мікрокосмос», який отримав Технічний Гран-прі 49-го Каннського міжнародного кінофестивалю, а сам Нурідсані (спільно з Марі Перенну, Тьєррі Машадо та Югом Ріффелем) був відзначений французькою національною кінопремією «Сезар» за найкращу операторську роботу.
Нурідсані та Перенну поставили ще дві стрічки — «Генезис» (2004) про походження Всесвіту і життя на Землі, та «Сфера чаклунства» (2011) про природу, побачену очима дитини.

## Фільмографія
У співавторстві з Марі Перенну
| Рік  |      | Назва українською | Оригінальна назва                 | Режисер | Сценарист | Оператор | Продюсер |
| ---- | ---- | ----------------- | --------------------------------- | ------- | --------- | -------- | -------- |
| 1996 | док. | Мікрокосмос       | Microcosmos: Le peuple de l'herbe | Так     | Так       | Так      |          |
| 2004 | док. | Генезис           | Genesis                           | Так     | Так       | Так      |          |
| 2011 | док. | Сфера чаклунства  | La clé des champs                 | Так     | Так       |          | Так      |

## Визнання
| Рік                                 | Категорія                    | Фільм       | Результат |
| ----------------------------------- | ---------------------------- | ----------- | --------- |
| Каннський міжнародний кінофестиваль |                              |             |           |
| 1996                                | Технічний Гра-прі            | Мікрокосмос | Перемога  |
| Camerimage                          |                              |             |           |
| 1996                                | Приз «Золота жабка»          | Мікрокосмос | Номінація |
| Премія «Сезар»                      |                              |             |           |
| 1997                                | Найкращий фільм              | Мікрокосмос | Номінація |
| 1997                                | Найкращий дебютний фільм     | Мікрокосмос | Номінація |
| 1997                                | Найкраща операторська робота | Мікрокосмос | Перемога  |
| Монреальський кінофестиваль         |                              |             |           |
| 1900                                | Гран-прі Америк              | Генезис     | Номінація |

## Публікації
- Photographier la nature, avec Marie Pérennou, éditions Hachette, 1975 ISBN 978-2010010095
- Voir l'invisible, éditions Hachette 1978 ISBN 2-01-004024-4
- Insecte, avec Marie Pérennou, éditions La Noria, 1980
- La Planète des insectes, avec Marie Pérennou, éditions Arthaud, 1983
- Éloge de l'herbe, avec Marie Pérennou, éditions Adam Biro, 1988
- Masques et simulacres, avec Marie Pérennou, éditions du May 1990
- Microcosmos, avec Marie Pérennou, éditions de La Martinière, 1996
- La Métamorphose des fleurs, avec Marie Pérennou, éditions de la Martinière 1997
- Le Pays de l'herbe, avec Marie Pérennou, éditions de la Martinière 1999
- Genesis, avec Marie Pérennou, éditions de la Martinière 2004